# Watshamia
Watshamia is een geslacht van vliesvleugeligen uit de familie Pteromalidae. De wetenschappelijke naam van dit geslacht is voor het eerst geldig gepubliceerd in 1974 door Boucek.

## Soorten
Het geslacht Watshamia omvat de volgende soorten:
- Watshamia malaica Boucek, 1974
- Watshamia turneri Boucek, 1974
- Watshamia versicolor Boucek, 1974